# ビューティーナビ
ビューティーナビ株式会社（英: Beauty navi Co.Ltd.）は、東京都港区に本社を置き、美容室予約サイト「ビューティーナビ」を運営する日本の企業である。

## 概要
美容室検索サイトの先駆けとして1999年に「Beauty navi（ビューティーナビ）」を開設。

## 沿革
- 2004年
  - 6月1日 - ヘアスタイル検索サイト「ビューティーナビ・スタイル」開設。
- 2007年
  - 6月1日 - エキサイト株式会社と資本・業務提携を締結、ビューティーナビの事業を株式会社東京コンサルトより分社化し、ビューティーナビ株式会社を設立。
  - 7月2日 - 「ウーマンエキサイト」と連携、同サイトのドメイン名での展開を開始。
- 2008年
  - 4月1日 - 携帯向けサイト「ビューティーナビ・モバイル」開設。
  - 9月4日 - ヘアスタイルフリーマガジン「Beauty-Navi」発行。
- 2009年
  - 5月 - プライバシーマーク取得（認定番号：第10823208号／JIS Q 15001:2006準拠）。
  - 7月7日 - 10周年を迎える。
  - 7月 - マイページ登録機能追加。お気に入りサロン・ヘアスタイルの保存が可能に。
  - 10月 - インターネット予約機能追加。
  - 12月 - スタイリスト登録機能追加。
- 2010年
  - 1月 - 「男ウケ女ウケ度が分かる」スタイル投票機能追加。
- 2015年
  - 11月 - 株式会社リザービア が提供する美容サロン向けネット予約システム「Reservia」との連携を開始。
  - 11月19日 - ユーザーからの質問に美容師が回答するQ&Aコンテンツ「お悩みQ&A」リリース。
- 2016年
  - 2月15日 - 美容師による記事コンテンツ「ビューティーナビまとめ」リリース。
- 2017年
  - 9月19日 - レスポンシブ化を行いマルチデバイス対応へとサイトリニューアル。
  - 9月19日～10月31日 - 「BEAUTY navi 祝リニューアル♡プレゼントキャンペーン！」を実施。
- 2018年
  - 3月31日 - 表参道にイベントスペース「Beauty navi at Omotesando」をオープン。同日、ヘアメイクアップアーティスト・イガリシノブ氏／OCEAN TOKYO・高木琢也氏による『春のおもてなしヘアメイクショー』を開催。
  - 5月2日～5月6日 - 『GWイベントウィーク』をBeauty navi at Omotesandoにて開催。
  - 5月28日～6月1日 - ダイソン（Dyson） 「Supersonic™ ヘアードライヤー」新モデル発表会をBeauty navi at Omotesandoにて開催。
  - 6月20日～6月21日 - P&G ヘアケアブランド「パンテーン」新プレミアムラインメディア向け発表会をBeauty navi at Omotesandoにて開催。
  - 6月24日 - お笑いタレント・丸山礼単独イベント「ギャラリー・オブ・丸山礼」をBeauty navi at Omotesandoにて開催。
  - 7月6日 - BIODERMAスキンケア新製品「イドラビオ エッセンスローション」 プレス発表会をBeauty navi at Omotesandoにて開催。
  - 7月14日 - SMOOTHSKIN家庭用脱毛器「bare」商品体験会＆トークイベントをBeauty navi at Omotesandoにて開催。
  - 8月11日 - AppBank 「ringolf公開生放送 at 表参道」トークショーをBeauty navi at Omotesandoにて開催。
  - 8月27日 - FUJIFILMスキンケアブランドASTALIFTによる「ASTALIFT ESSENE DESTINY」イベントをBeauty navi at Omotesandoにて開催。
  - 8月30日 - 株式会社サインド が提供する美容室向けネット予約システム「Beauty Merit（ビューティーメリット）」との連携を開始。
  - 9月7日～9月9日 - CHARIS&Co.トリートメントエッセンスグロス「Lipaddict」トークイベント＆初のポップアップショップをBeauty navi at Omotesandoにて開催。
  - 10月19日～10月24日 - 株式会社LDH JAPAN 「STYLE of 24karats」ポップアップショップをBeauty navi at Omotesandoにて開催。
  - 12月14日 - DISCOVER JAPAN 独立出版リリース記念イベント＆亜麻猫橘お披露目会をBeauty navi at Omotesandoにて開催。
  - 12月18日 - dejavu×cancam 「#見せたくなるまつげ」モデルオーディショングランプリ発表会をBeauty navi at Omotesandoにて開催。
  - 12月24日 - DOBERMAN INFINITY 「DOGGYEAR 2018 MEMORIAL PHOTOBOOK」ファンクラブ会員限定お渡し会をBeauty navi at Omotesandoにて開催。
- 2019年
  - 1月20日～1月22日 - EXILE/EXILE THE SECOND所属・黒木啓司PhotoBook『TALE of SHADOW AND LIGTH』ファンクラブ会員限定握手会＆トークイベントをBeauty navi at Omotesandoにて開催。
  - 2月15日 - たちばな書店Presents「ショートショート×Photo LIVE session」をBeauty navi at Omotesandoにて開催。
  - 3月19日 - ヤーマン（YAMAN） 新製品発表会をBeauty navi at Omotesandoにて開催。
  - 4月23日 - 株式会社NTTドコモが提供するポイントサービス「dポイント」との連携を開始。ネット予約でdポイントの獲得が可能に。
  - 5月31日～6月4日 - THREEポップアップショップ「SHAMPOO&STYLING BAR」をBeauty navi at Omotesandoにて開催。
  - 7月7日 - 20周年を迎える。
  - 8月 - シンプル＆モノトーンデザインへとサイトリニューアル。
  - 9月1日 - 「Beauty navi at Omotesando」リニューアル及び「BN STUDIO」へ名称変更。
  - 9月14日～9月29日 - ファッションブランド J.S.B.のポップアップショップ「J.S.B.BNS」をBN STUDIOにて開催。
  - 9月30日 - EXILE/三代目 J SOUL BROTHERS from EXILE TRIBE所属・小林直己トークイベント「Session 1 vol.3」をBN STUDIOにて開催。
  - 10月3日 ‐ 株式会社MY HONEY「EVERRON」新商品発表会をBN STUDIOにて開催。
  - 10月18日～10月22日 - 株式会社LDH apparel「RILY」会員限定プレオープンイベント及びPOP-UP STOREをBN STUDIOにて開催。
  - 10月25日～10月27日 - 株式会社 幻冬舎「GINGER Beauty Fes」をBN STUDIOにて開催。
  - 11月21日～11月24日 - GENERATIONS from EXILE TRIBE「少年クロニクル POP-UP STORE」をBN STUDIOにて開催。
  - 12月2日 - OCEAN TOKYO「OCEAN TOKYO LABO！！！！」をBN STUDIOにて開催。